# Ron Jarden
Ronald Alexander Jarden (* 14. Dezember 1929 in Lower Hutt, Neuseeland; † 18. Februar 1977 in Lower Hutt) war ein neuseeländischer Rugby-Union-Spieler auf der Position des Außendreiviertels. Nach seiner aktiven Rugbykarriere war er ein erfolgreicher Geschäftsmann in der Erdölbranche und Vorsitzender der öffentlich-rechtlichen Rundfunkanstalt Neuseelands.

## Rugby
Als Schüler besuchte Jarden die Hutt Valley High School. Danach studierte er auf der Victoria University of Wellington, wo er 1949 als Spieler des Victoria University RFC ins neuseeländische Spitzenrugby einstieg. Noch im gleichen Jahr wurde er in die Provinzauswahl der Wellington RFU berufen. Aufgrund seiner Leistungen in seiner Debütsaison wählte man ihn ein Jahr später für die Auswahlmannschaften der Nordinsel und den New Zealand Barbarians aus.
1951 tourte Jarden mit der Auswahlmannschaft der neuseeländischen Universitäten in Australien. Auf der Tour konnte die Uni-Auswahl Neuseelands alle sieben Spiele gewinnen. Danach blieb er in Australien, um sich der neuseeländischen Nationalmannschaft (All Blacks), in dessen Kader er nominiert wurde, auf ihrer Tour in Australien anzuschließen. Mit den All Blacks gelang es ihm den Bledisloe Cup gegen die australische Nationalmannschaft (Wallabies) in einer Serie über drei Länderspiele zurückzugewinnen, da Neuseeland alle drei gewann. Jarden spielte in zwei der drei Länderspiele gegen die Wallabies und erzielte dabei im zweiten Spiel zwei Versuche. Beim dritten Länderspiel musste er verletzungsbedingt draußen bleiben. Auf der Tour erzielte er in seinen sechs Einsätzen insgesamt 88 Punkte, darunter alleine 38 Punkte (sechs Versuche und zehn Erhöhungen) gegen Central West aus New South Wales. Dies war ein Weltrekord, der bis zum Jahr 1974 bestehen bleiben sollte.
Für seine sportlichen Leistungen wurde er zum neuseeländischen Sportler des Jahres 1951 geehrt. Im darauffolgenden Jahr spielte er in beiden Heimländerspielen gegen Australien und konnte den Bledisloe Cup mit den All Blacks verteidigen, trotz einer 9:14-Niederlage im ersten Länderspiel. 1953 konnte er mit Wellington den Ranfurly Shield gegen die Waikato RU gewinnen. In dem Spiel erzielte er durch einen Versuch und zwei Straftritte alle 9 Punkte für seine Mannschaft. Den Ranfurly Shield konnte Wellington fünf Spiele lang verteidigen, bevor man ihn noch im selben Jahr an die Canterbury RFU verlor. In der Shieldverteidigung gegen die East Coast RFU gelangen Jarden sechs Versuche, was für 40 Jahre ein Shieldrekord blieb, der erst durch John Kirwan gebrochen wurde.
1953 und 1954 tourte er mit den All Blacks in Europa und spielte in allen fünf Länderspielen gegen England, Frankreich, Irland, Schottland und Wales. Er konnte jedoch in keinem der Länderspiele einen Versuch legen, erzielte aber mit 15 Versuchen und 94 Punkten jeweils die meisten Versuche und Punkte seiner Mannschaft auf der Tour, da er in den anderen Spielen erfolgreicher war. Da die All Blacks gegen Wales verloren, verpassten sie den ersten Grand Slam in ihrer Geschichte. Außerdem wurde das Spiel gegen die Franzosen ebenfalls verloren.
Gegen die erneut in Neuseeland tourenden Wallabies spielte Jarden 1955 alle drei Länderspiele, in denen ihm jeweils ein Versuch gelang. Zwei der drei Länderspiele konnten die Neuseeländer gewinnen und somit den Bledisloe Cup wieder verteidigen.
Sein größter Triumph im Rugby folgte ein Jahr später, als er mit den All Blacks die Länderspielserie gegen die in Neuseeland tourende südafrikanische Nationalmannschaft (Springboks) für sich entscheiden konnte. Es war die erste Niederlage der Springboks in einer Länderspielserie überhaupt. Die Neuseeländer gewannen drei der vier Länderspiele und verloren eines. Jarden war ein entscheidender Spieler während dieser Tour, da es ihm im ersten Länderspiel gelang, einen Pass der Springboks abzufangen und nach dem folgenden 40-m-Sprint einen wichtigen Versuch zu legen. Des Weiteren erzielte er im dritten Länderspiel ebenfalls einen Versuch. Außerdem konnte er mit der neuseeländischen Universitätsauswahl überraschend gegen die Springboks gewinnen.

## Geschäftsmann
Nach diesem Erfolg verkündete Jarden mit nur 26 Jahren seinen Rücktritt vom aktiven Rugby, um sich auf seine Arbeit bei Shell zu konzentrieren. Später gründete er seine eigene Firma R. A. Jarden and Company und wurde Direktor von einigen Unternehmen.

## Öffentlich-rechtlicher Rundfunk
Obwohl er selbst nie ein aktiver Politiker war, entschied er sich bei den neuseeländischen Parlamentswahlen 1975 die National Party mit ihrem Spitzenkandidat Robert Muldoon zu unterstützen. Nachdem die National Party die Wahlen gewonnen hatte, wurde Jarden zum Vorsitzenden der öffentlich-rechtlichen Rundfunkanstalt New Zealand Broadcasting Corporation (NZBC) ernannt. Unter ihm reformierte man den neuseeländischen öffentlich-rechtlichen Rundfunk. Die NZBC wurde aufgelöst und durch drei separate Körperschaften ersetzt (zwei Fernsehsender und eine Radioanstalt).

## Privat
Ron Jarden heiratete in Wellington am 4. April 1953 Joan Ella Morton, mit der er später zwei Töchter hatte. Er engagierte sich außerdem für die neuseeländische Musikvereinigung und war ein Kurator der National Art Gallery und des National Museum. Er blieb dem aktiven Sport erhalten und wurde in den 1970er Jahren ein internationaler Wettkampfsegler.
Er starb am 18. Februar 1977 mit 47 Jahren überraschend an einem Herzinfarkt in seinem Haus in Lower Hutt.